# Morový sloup (Vyškov)
Morový sloup ve Vyškově - (Mariánský sloup nebo také socha Nanebevzetí Panny Marie) stojí na Masarykově náměstí. Je dominantou náměstí. Byl postaven roku 1719 po morové epidemii, která ve Vyškově trvala skoro 50 let. Mor ve Vyškově řádil od 80 let 17. století až do druhého desetiletí století osmnáctého. V tomto období umřelo tolik lidí, že je ani nezapisovali do matriky. Morový sloup je dílem brněnského sochaře Jana Christiana Pröbstla.

## Ikonografie
Sloup zdobí sochy čtyř morových světců - sv. Františka Xaverského, sv. Šebestiána, sv. Rocha a sv. Karla Boromejského. Na dvou stranách soklu sloupu se nacházejí grotty, kde jsou umístěny sochy ležících morových světic - na severní straně sv. Rozálie a na jižní straně sv. Pavlíny. Další sochy na náměstí ve Vyškově jsou po stranách sloupu a to sochy sv. Floriána z roku 1754 (po ohni) a sv. Jana Nepomuckého z roku 1771.

## Galerie

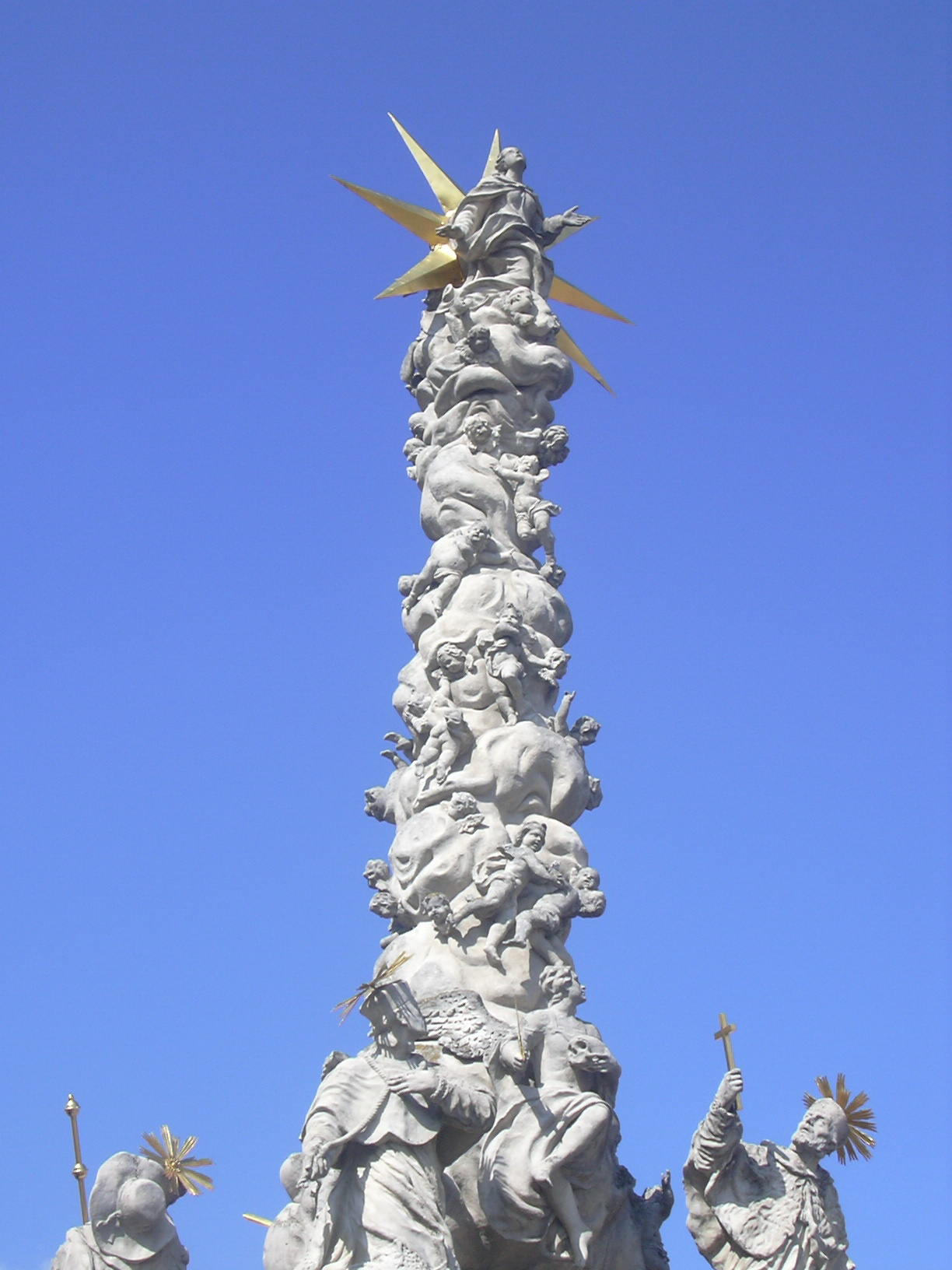
Morový sloup
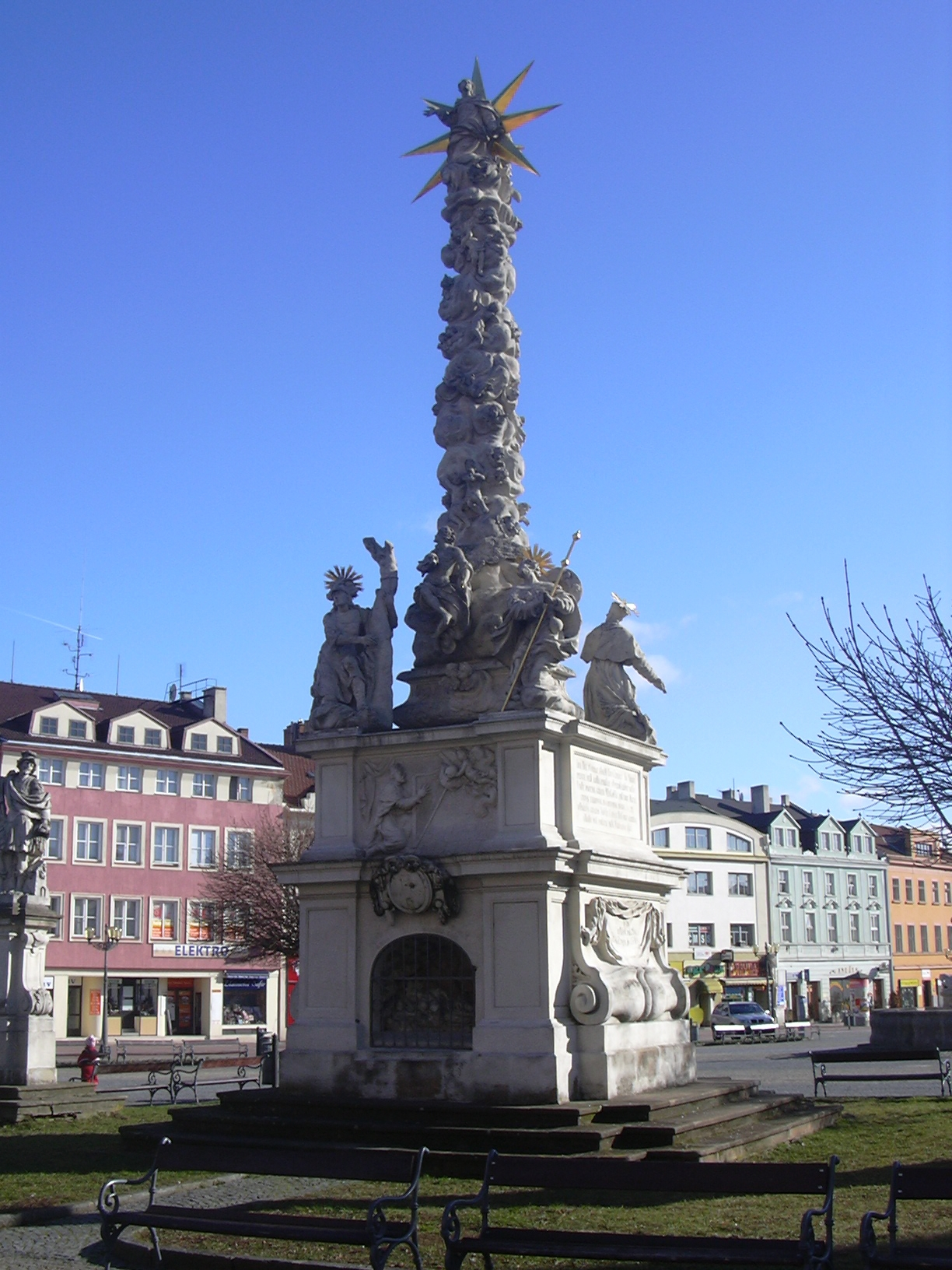
Morový sloup
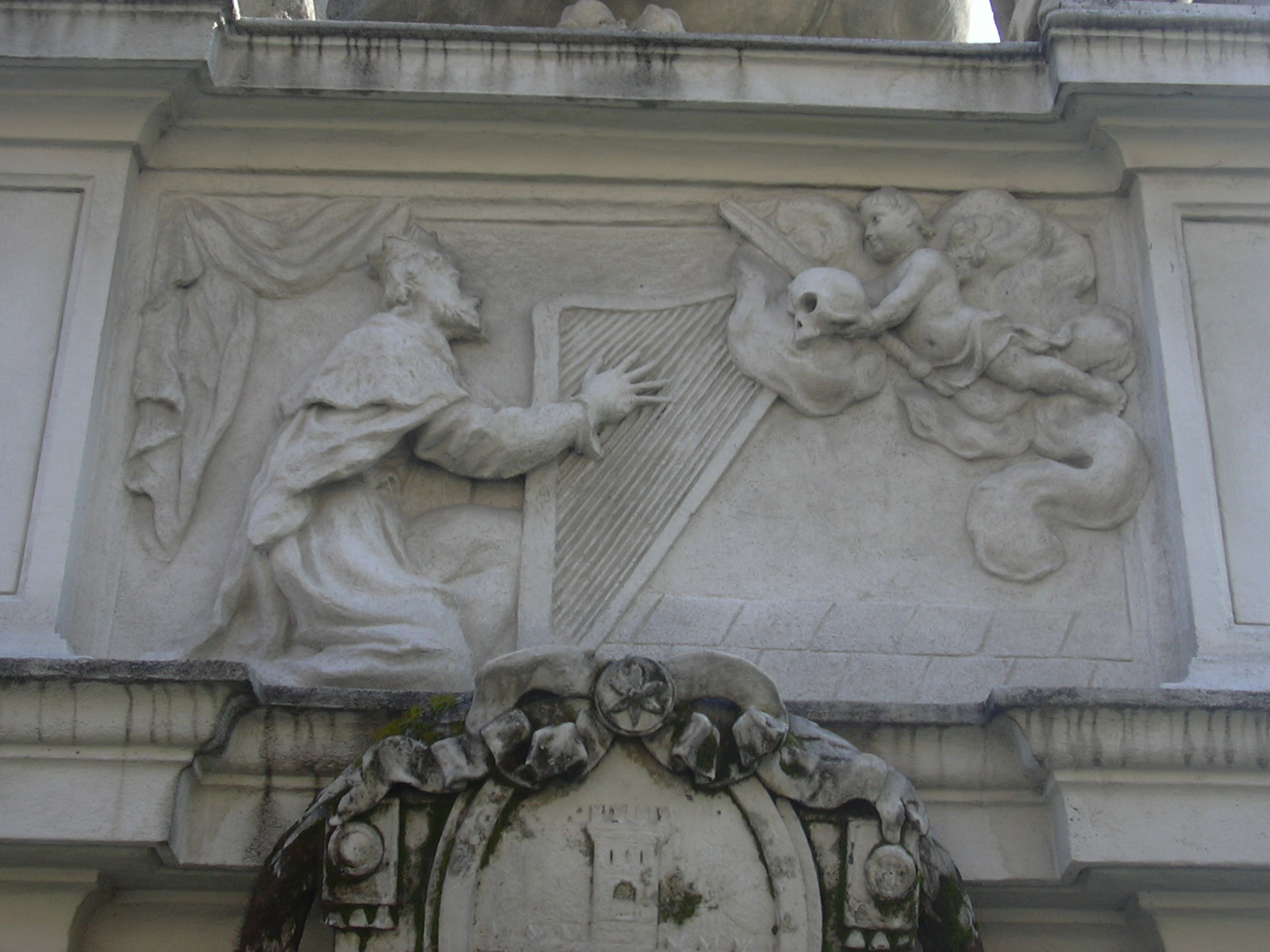
Morový sloup
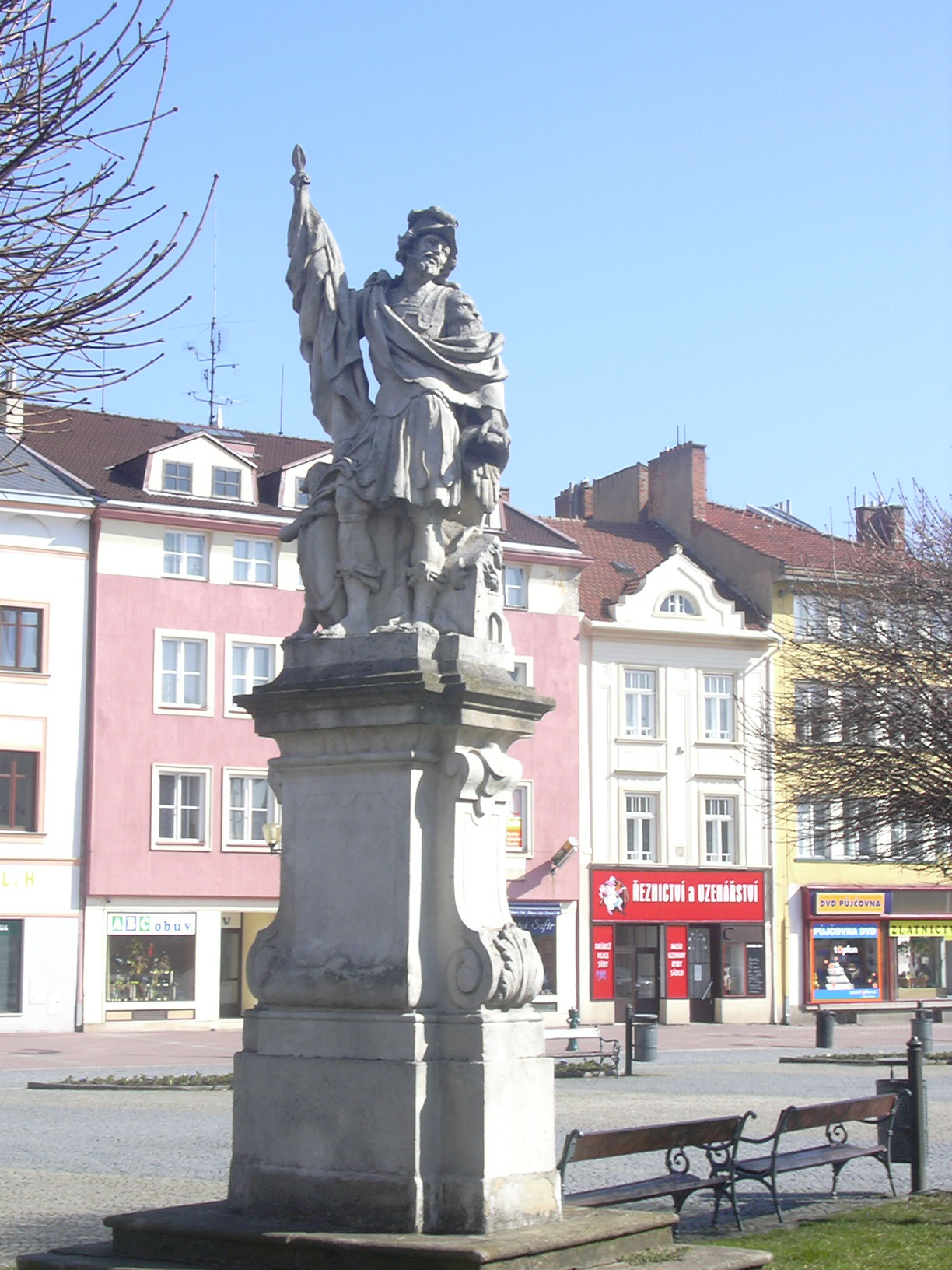
Socha sv. Floriána z roku 1754